# 流山市立図書館
流山市立図書館（ながれやましりつとしょかん）は、千葉県流山市にある市立の公共図書館。

## 概要
流山市立の図書館で、中央図書館・森の図書館・木の図書館、南流山地域図書館の4館と、中央図書館の分館3館（北部分館・初石分館・おおたかの森子ども図書館）、おおたかの森図書ピックアップセンターがある。当初は市南部の中央図書館のみであったが、1996年に北部に北部地域図書館（森の図書館）、2012年に東部に「木の図書館」、2015年に「おおたかの森こども図書館」（条例上は中央図書館の分館扱い）、2022年には「南流山地域図書館」（南流山分館からの移設）が設置された。
中央図書館の分館は各公民館の中に併設されている。

### 中央図書館
1978年（昭和53年）に、市南部の加（現・加一丁目）に開設された、流山市最初の図書館である。館内には流山市立博物館が併設されている。
2025年9月より、館内改装のため当分の間休館する（中央図書館のみ）。
- 所在地 〒270-0176 流山市加一丁目1225番地6（北緯35度51分32.5秒 東経139度54分9.1秒 / 北緯35.859028度 東経139.902528度）
- 開館時間
  - 火 - 土曜 9:30 - 20:00
  - 日曜・祝日 9:30 - 17:00
  - 月曜 休館日
- アクセス
  - 流鉄流山線流山駅より徒歩7分
  - 首都圏新都市鉄道つくばエクスプレス流山セントラルパーク駅より徒歩20分

### 森の図書館

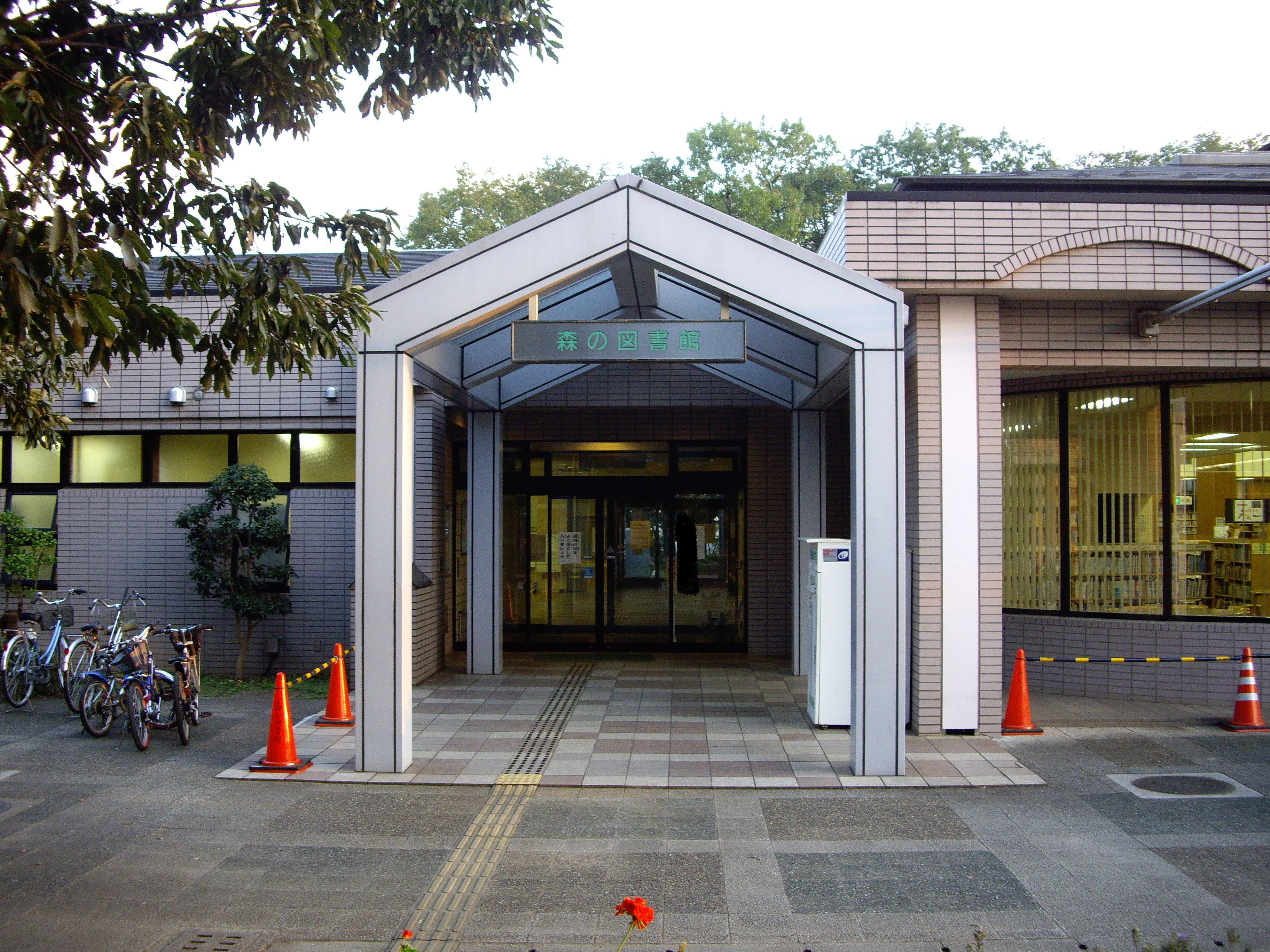
森の図書館

1996年（平成8年）4月に、市北部の東深井に開設された、市内2番目の図書館である。開館当初は「流山市立北部地域図書館」が正式名称であり、「森の図書館」は愛称であったが、2012年（平成24年）4月1日に正式に呼称が変更された。
2008年（平成20年）4月から2013年（平成25年）3月までは、NPO法人ながれやま栞が指定管理者であった。2013年4月からは株式会社すばるが指定管理者となっている。
- 所在地 〒270-0101 流山市東深井991番地（北緯35度54分41.2秒 東経139度55分2秒 / 北緯35.911444度 東経139.91722度）
- 開館時間
  - 火 - 土曜 9:30 - 20:00
  - 日曜・祝日 9:30 - 17:00
  - 月曜 休館日
- アクセス
  - 東武鉄道野田線運河駅より徒歩18分
  - 東武鉄道野田線江戸川台駅より流山ぐりーんバス（コミュニティバス）乗車、「老人福祉センター入口」下車前

### 木の図書館
2012年（平成24年）4月開館。市役所市民課出張所との複合施設で、株式会社すばるが指定管理者となっている。
- 所在地： 〒270-0145 流山市名都借313-1（北緯35度50分35秒 東経139度56分34.5秒 / 北緯35.84306度 東経139.942917度）
- 開館時間
  - 火 - 土： 9時30分 - 20時（12月から4月までは19時）
  - 日曜・祝日： 9時30分 - 17時
- 休館日
  - 月曜日（祝日の場合はその翌日）
  - 月の末日（土・日・祝日を除く）
  - 年末年始・特別整理期間
- アクセス
  - JR常磐線南柏駅西口より徒歩20分

### 南流山地域図書館[7]

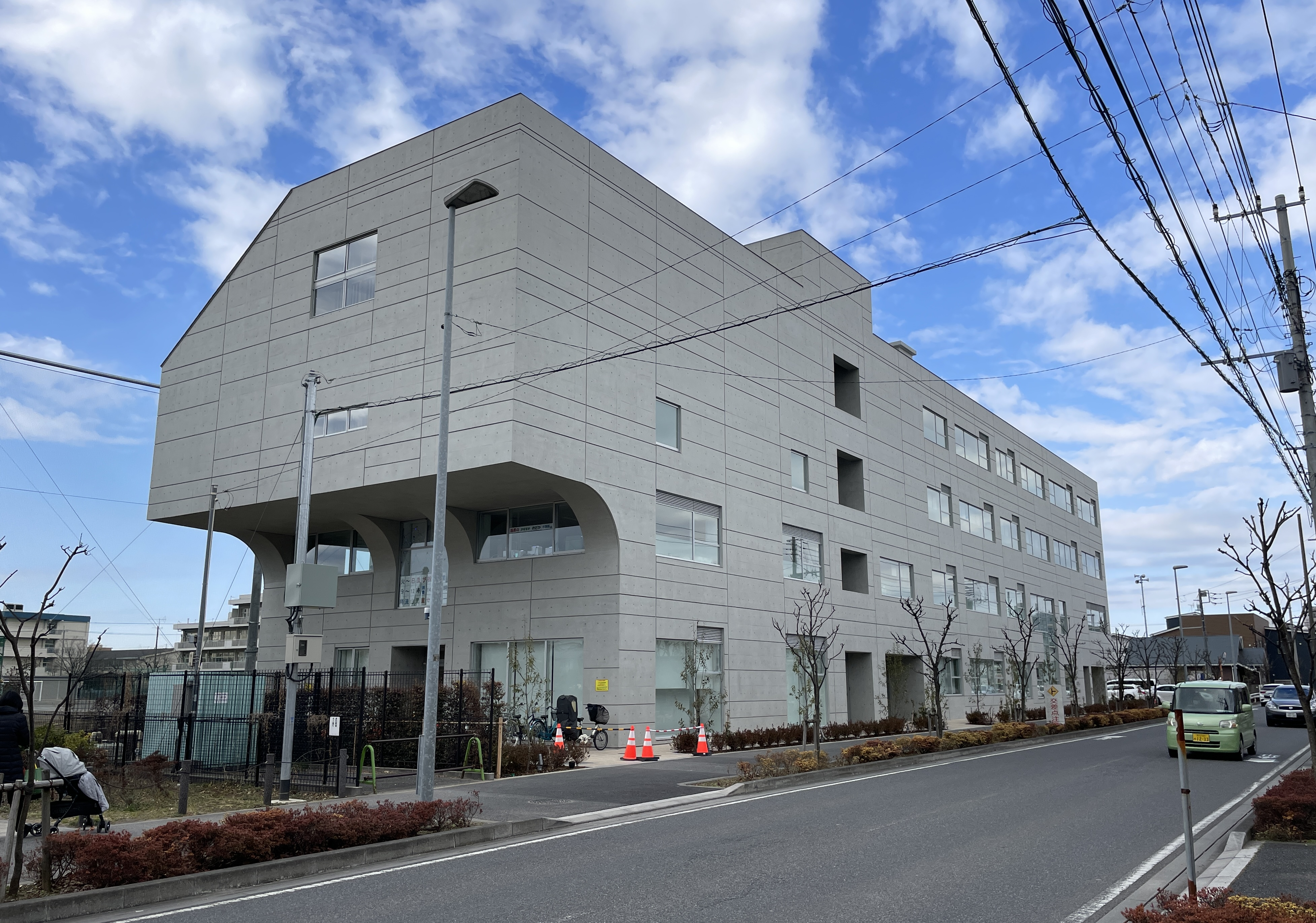
南流山地域図書館（2023年1月撮影）

2022年12月1日に南流山分館を移設する形で新設された。建物内は複合施設となっていて、カフェ・ラウンジ（1階）、児童センター・会議室（2階）、児童図書館・体育館（3階）、一般図書館（4階）が設置されている。同年4月1日より5年間、サンコーテクノが命名権を240万円で購入し、施設名に「サンコーテクノプラザ」が追加された。
- 所在地[12] ：〒270-0164 流山市大字流山2539-1
- 開館時間[12]
  - 火 - 土： 9時 - 19時[13]
  - 日曜・祝日・夏季月曜開館日： 9時 - 17時
- 休館日[12]
  - 月曜日（祝日、夏季月曜開館日を除く）
  - 月の末日（土・日・祝、夏季月曜開館日を除く）・年末年始・特別整理期間
- アクセス[12]
  - 南流山駅（JR武蔵野線・TX線）より徒歩8分（南流山中学校の隣）
  - 流山ぐりーんバス 南流山・木ルート「南流山三丁目」下車徒歩4分

### おおたかの森こども図書館
2015年（平成27年）4月1日、おおたかの森小・中学校内に設置。条例上は中央図書館の分館である。流山市おおたかの森センターとともにNOAS Fグループ（代表団体：アクティオ株式会社、構成団体：株式会社すばる）が指定管理者となっている。
- 所在地： 〒270-0128 流山市おおたかの森西2丁目13番地1（北緯35度52分1.6秒 東経139度55分3.1秒 / 北緯35.867111度 東経139.917528度）
- 開館時間
  - 火 - 日： 10時 - 17時
- 休館日
  - 月曜日（祝日の場合はその翌日）
  - 月の末日
  - 年末年始・特別整理期間
- アクセス
  - つくばエクスプレス流山おおたかの森駅南口より徒歩11分
  - 流山おおたかの森駅西口から京成バスに乗車、「おおたかの森小・中学校」下車すぐ

### 分館
- 所在地
  - 北部分館 - 〒270-0103 流山市美原一丁目158番地2・北部公民館内
  - 初石分館 - 〒270-0121 流山市西初石四丁目381番地2・初石公民館内
  - おおたかの森こども図書館（上述）
- 開館時間
  - 北部分館・初石分館
    - 日 - 土曜 10:00 - 17:00
    - 月曜 休館日

#### かつて存在した分館
- 東部分館 - 〒270-0145 流山市名都借756番地4・東部公民館内。木の図書館の開館にともない閉館。
- 南流山分館 - 〒270-0163 流山市南流山3丁目3-1・南流山センター内。南流山地域図書館が開館したことにより閉鎖（ただし出張所は業務をひきつづきおこなっている）。